# Christie Pearce
Christie Patricia Pearce (wcześniej Rampone; ur. 24 czerwca 1975 w Fort Lauderdale na Florydzie) – amerykańska piłkarka występująca na pozycji obrońcy. Wieloletnia reprezentantka Stanów Zjednoczonych w piłce nożnej kobiet oraz była kapitan reprezentacji.
Uczestniczyła na czterech igrzyskach olimpijskich, na każdych zdobywając medal. Jest trzykrotną mistrzynią olimpijską (2004–2012) oraz wicemistrzynią z 2000 roku. Czyni ją to najbardziej utytułowaną piłkarką w turniejach piłki nożnej na igrzyskach olimpijskich. Wystąpiła na pięciu mistrzostwach świata w piłce nożnej kobiet, również na każdych zdobywając medal. Na mundialach w 1999 i 2015 wywalczyła złote medale, w 2011 srebrny, a na turniejach w 2003 i 2007 brązowe.
Jest na drugim miejscu pod względem ilości rozegranych spotkań dla kobiecej reprezentacji Stanów Zjednoczonych, z 311 rozegranymi meczami, po Kristine Lilly (352 mecze).

## Życiorys
Pearce urodziła się w Fort Lauderdale na Florydzie, wychowała się w Point Pleasant w New Jersey. Studiowała na Monmouth University dzięki stypendium koszykarskiemu. W drużynie uniwersyteckiej występowała na pozycji rozgrywającej, ale uprawiała również piłkę nożną (amatorsko grając dla Monmouth Hawks, jako napastnik) oraz lacrosse. Ostatecznie, po powołaniu do reprezentacji Stanów Zjednoczonych w piłce nożnej, po ukończeniu uniwersytetu, zdecydowała się trenować piłkę nożną. Studia zakończyła ze stopniem bechelora z pedagogiki specjalnej.
W 2001 roku wyszła za Chrisa Rampona, nazwisko męża przyjęła w 2004 roku. Mają dwie córki: Rylie (ur. 2005) i Reece (ur. 2010). W 2017 roku para rozwiodła się, a Pearce powróciła do nazwiska panieńskiego. Obecnie jest zaręczona z trenerem piłkarskim Christym Hollym.
W sierpniu 2020, wraz z neuropsycholog Kristine Keane, wydała książkę Be All In: Raising Kids for Success in Sports and Life.
Obecnie pracuje jako analityczka telewizyjna dla FOX Sports.

## Kariera piłkarska

### Kariera klubowa
Karierę piłkarską rozpoczęła od występów w lokalnych zespołach z New Jersey grających w W-League. W latach 2001–2003 grała dla New York Power w WUSA do czasu, gdy liga została zawieszona.
W 2008 roku powstała Women’s Professional Soccer, nowa profesjonalna liga piłki nożnej kobiet w Stanach Zjednoczonych. Zdecydowano się na zasadę przydziału zawodniczek do klubów. Pearce została przydzielona do zespołu Sky Blue FC z New Jersey. W inauguracyjnym sezonie 2009 zespół zmagał się z trudnościami. Zawieszony został trener Ian Sawyers, a jego następczyni Kelly Lindsey złożyła rezygnację. W lipcu 2009 klub ogłosił, że Pearce do końca sezonu będzie pełnić funkcję grającego trenera. Poprowadziła zespół do zwycięstwa w play-offach. Za to osiągnięcia otrzymała nagrodę Sportowca Roku WPS (ang. WPS Sportswoman of the Year).  
W 2011 roku zmieniła klub na magicJack. Grała w klubie rok ze względu na rozwiązanie rozgrywek WPS i rezygnację z organizacji rozgrywek w 2012 roku. 
W 2013 roku powołano kolejną nową ligę: National Women’s Soccer League. Podobnie jak w przypadku poprzedniej ligi, w tej również zastosowano model przydzielania zawodniczek do klubów. Pearce ponownie została przydzielona do Sky Blue FC. W tym klubie grała aż do zakończenia kariery w 2017. 

### Kariera reprezentacyjna

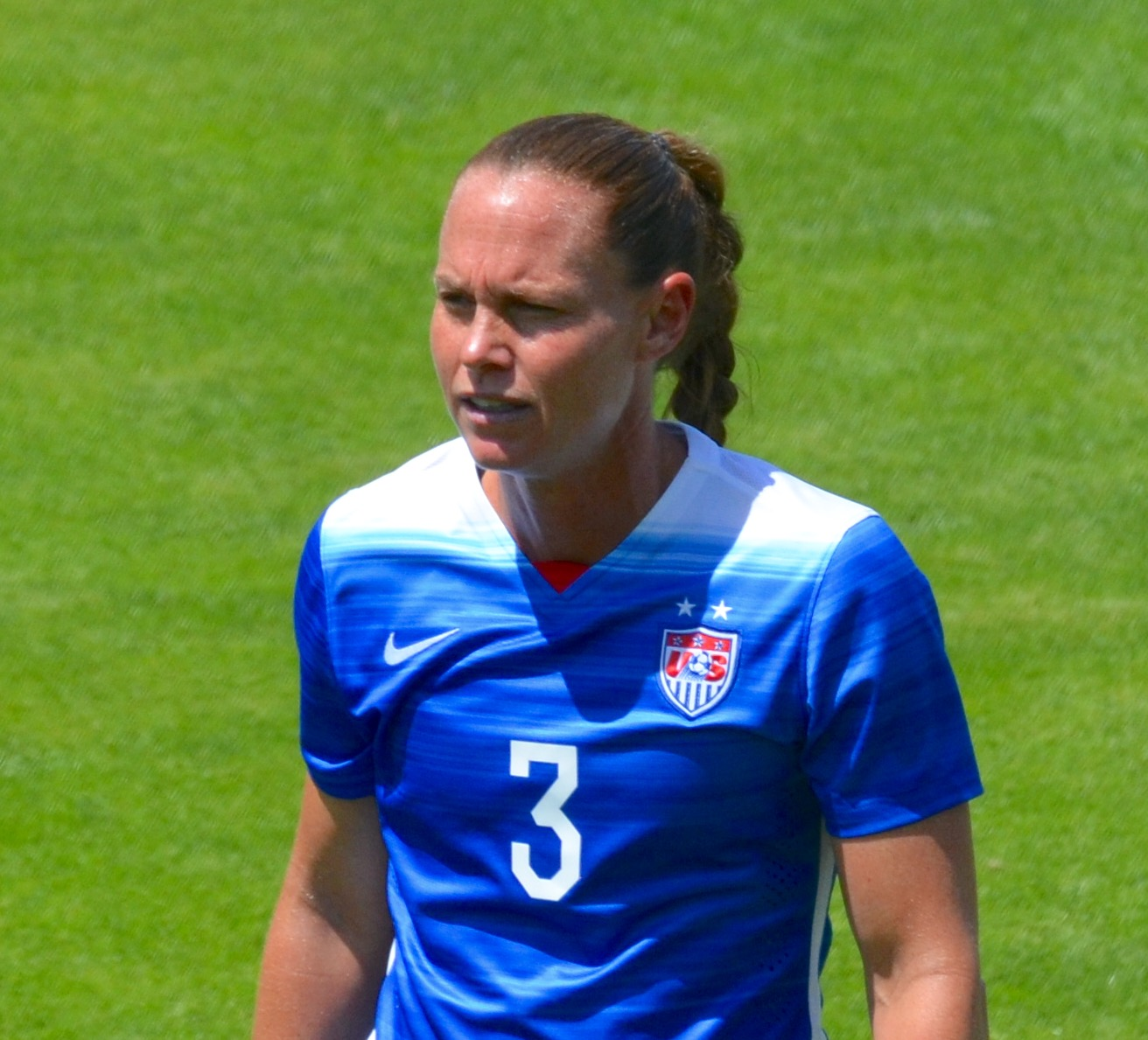
Christie Pearce w 2015.

Jeszcze podczas nauki na uniwersytecie, w 1997 roku Tony DiCicco powołał ją do reprezentacji Stanów Zjednoczonych. W amatorskim klubie występowała na pozycji napastnika, jednak na zgrupowaniu została poproszona o grę jako obrońca. Na tej pozycji pozostała już do końca kariery. Zadebiutowała 28 lutego 1997 w meczu z Australią, a pierwszą bramkę strzeliła 2 maja 1997 w meczu z Koreą Południową. W 1998 roku zwyciężyła w igrzyskach dobrej woli występując we wszystkich spotkaniach.     
W 2000 roku na igrzyskach olimpijskich w Sydney rozegrała 5 spotkań. Amerykanki zdobyły srebrny medal, ulegając w finale Norweżkom 3:2 (po dogrywce). Cztery lata później w Atenach przyczyniała się do zwycięstwa Stanów Zjednoczonych w finale igrzysk olimpijskich. Amerykanki pokonały Brazylijki 2:1 (po dogrywce).     
Pearce powróciła do kadry w 2006 roku po przerwie po urodzeniu pierwszego dziecka. W 2008 roku została mianowana kapitanem reprezentacji. W Pekinie Amerykanki powtórzyły olimpijski sukces, w finale ponownie pokonując Brazylijki (1:0, po dogrywce).     
W 2012 roku podczas igrzysk w Londynie  Amerykanki sięgnęły po 3 złoty medal z rzędu, pokonując w finale Japonki 2:1.     
5 lipca 2015 roku została najstarszą kobietą, która zagrała w finale mistrzostw świata w piłce nożnej kobiet w wieku 40 lat i 11 dni. Weszła w meczu finałowym w 86 minucie spotkania z ławki rezerwowych. Rekord ten, w 2019 roku, został pobity przez Brazylijkę Formigę.